# Suecia en los Juegos Olímpicos de Innsbruck 1964
Suecia estuvo representada en los Juegos Olímpicos de Innsbruck 1964 por un total de 57 deportistas que compitieron en 8 deportes.  
El portador de la bandera en la ceremonia de apertura fue el esquiador de fondo Carl-Gustav Briandt.

## Medallistas
El equipo olímpico sueco obtuvo las siguientes medallas:
| Nombre                                                        | Deporte               | Competición |
| ------------------------------------------------------------- | --------------------- | ----------- |
| Oro                                                           |                       |             |
| Sixten Jernberg                                               | Esquí de fondo        | 50 km M     |
| Karl-Åke Asph Sixten Jernberg Janne Stefansson Assar Rönnlund | Esquí de fondo        | 4 × 10 km M |
| Jonny Nilsson                                                 | Patinaje de velocidad | 10 000 m M  |
| Plata                                                         |                       |             |
| Assar Rönnlund                                                | Esquí de fondo        | 50 km M     |
| Barbro Martinsson Britt Strandberg Toini Gustafsson           | Esquí de fondo        | 3 × 5 km F  |
| Equipo                                                        | Hockey sobre hielo    | Torneo M    |
| Bronce                                                        |                       |             |
| Sixten Jernberg                                               | Esquí de fondo        | 15 km M     |